# 104 هـ
104 هـ هي سنة في التقويم الهجري امتدت مقابلةً في التقويم الميلادي بين سنتي 722 و723.

## مواليد
- أبو العباس عبد الله السفاح
- هشيم بن بشير

## وفيات
- يحيى بن عبد الرحمن بن حاطب
- مجاهد بن جبر